# Battlefield 1942: Secret Weapons of WWII
Battlefield 1942: Secret Weapons of WWII (tạm dịch: Chiến trường 1942: Vũ khí bí mật của Thế chiến II) là bản mở rộng thứ hai của game bắn súng góc nhìn thứ nhất lấy bối cảnh Thế chiến II Battlefield 1942. Game do hãng Digital Illusions CE phát triển và Electronic Arts phát hành cho Microsoft Windows vào ngày 4 tháng 9 năm 2003 ở Bắc Mỹ và ngày 5 tháng 9 năm 2003 ở châu Âu. Phiên bản Mac OS X do hãng Aspyr Media phát hành vào ngày 25 tháng 10 năm 2004.
Secret Weapons of WWII mang lại nhiều tính năng mới cho phiên bản đầu, chẳng hạn như các loại vũ khí, khí tài, trận chiến và phe phái mới và một chế độ chơi mới tập trung vào việc thực hiện mục tiêu nhiều hơn là việc tiêu diệt quân đội của đối phương. Những tính năng mới giúp đem lại nhiều giá trị cho lối chơi của người tiền nhiệm mà không cần đại tu cả dòng game. Ví dụ như một người lính công binh phe Đồng Minh vẫn có thể duy trì vai trò ban đầu của mình là khả năng sửa chữa khí tài, súng trường tầm xa của anh đã được thay thế bằng một khẩu shotgun với hiệu quả ở khoảng cách ngắn.

## Lối chơi

Một hình chụp của bộ động cơ phản lực cá nhân jet pack trong game.

Như trong Battlefield 1942, người chơi đóng vai trò của một người lính trong một trận chiến hai mặt và có thể chọn những loại vũ khí hoặc khí tài mà mình muốn sử dụng trong việc hoàn thành nhiệm vụ giành chiến thắng trên chiến trường. Thông thường, đội nhóm làm việc với nhau để giành chiến thắng hiệu quả hơn bằng cách giảm số vé của đối phương còn không trong mục chơi cổ điển "Conquest" (chinh phục). (Một nhóm mất vé khi các thành viên trong đội bị giết, nhưng cũng có khi các đội khác nắm giữ một phần lớn các điểm chiếm được trên bản đồ). Thậm chí còn nhiều hơn so với Battlefield 1942, chủng loại vũ khí bí mật trong Secret Weapons of WWII được thiết kế để được sử dụng trong tình trạng hòa hợp với những loại vũ khí khác để bù đắp cho những điểm yếu và phát huy tối đa hỏa lực trong game.
Một chế độ chơi được giới thiệu trong Secret Weapons of WWII là một chế độ dựa theo mục tiêu mà người chơi tập trung vào việc hoàn thành các mục tiêu cụ thể để giành chiến thắng trong trận chiến. Ví dụ trên Essen, quân Đức phải ngăn chặn lực lượng Đồng Minh phá hủy phần quan trọng của một nhà máy sản xuất vũ khí. Nếu quân Đồng Minh thực hiện thành công những mục tiêu này, số vé của quân Đức sẽ bị giảm mạnh, cuối cùng phần thắng thuộc về phe Đồng Minh.
Ngoài hai phe cũ là quân Đồng Minh (Mỹ) và quân phe Trục (Đức) đã nhận được các loại vũ khí và khí tài mới còn thêm việc tạo ra hai phe hoàn toàn mới, SAS (Biệt kích Anh Quốc) và lực lượng tinh nhuệ của Đức (SS và Fallschirmjager). Gói cập nhật đi kèm 1.41 đã giới thiệu thêm ba phe phái mới là USMC, RAF và Luftwaffe. Mỗi phe có những loại vũ khí đặc trưng của riêng họ chỉ có thể kiếm được bằng cách chơi theo phe đó hoặc lượm ra từ những người lính đối phương. Họ còn có những loại khí tài chỉ có sẵn tại các căn cứ của họ. Ngay cả với việc tạo ra các phe phái mới, tất cả các bản đồ trong bản mở rộng đều là cuộc chiến giữa phe Trục với Đồng Minh giống như một quy tắc trong dòng Battlefield.
Cũng lưu ý đặc biệt là Jet Pack (Động cơ phản lực cá nhân), cho phép người chơi bay trên không mà vẫn bắn được. Để duy trì sự cân bằng trong game, Jet Pack rất dễ bị nổ tung khi bị tấn công, ngay lập tức giết chết người chơi. Trái ngược với các loại vũ khí khác, Jet Pack không dành riêng cho phe nào cả, và thay vào đó, nó có thể được tìm thấy tại một hoặc nhiều địa điểm trên khắp bản đồ đặc biệt như là một trang bị thay thế cho thiết bị hiện tại của người chơi. Tuy nhiên, chỉ có bốn bản đồ mới xuất hiện Jet Pack.

## Phát triển
Bản mở rộng được chính thức công bố vào ngày 2 tháng 4 năm 2003; dù đã có sự suy đoán quan trọng trước thông báo rằng Electronic Arts sẽ làm một bản mở rộng thứ hai cho Battlefield 1942. Gần sáu tháng sau Battlefield 1942: Secret Weapons of WWII bắt đầu được bày bán tại các cửa hàng với giá ba mươi đô la, nhiều hơn mười đô so với cái giá hai mươi đô la được đăng lúc đầu. Điều này đôi khi ảnh hưởng tiêu cực đến phần đánh giá và nhận xét game.

## Đón nhận
Battlefield 1942: Secret Weapons of WWII nhận được triên vọng nhìn chung khá tốt. Trong khi không chiến thắng bất kỳ giải thưởng, nó đã nhận được một số điểm tổng hợp là 82% trên GameRankings dựa trên 36 nhận xét và 79% trên Metacritic dựa trên 18 đánh giá.
Hầu như tất cả các ý kiến phản ánh tích cực về số lượng bổ sung phần thêm vào trò chơi mà không làm người chơi mất đi sự cuốn hút lúc ban đầu của dòng game. Jolt UK nhận xét rằng đó là "Một lời chào mừng thêm vào cho gia đình Battlefield, va đều có một phong cách của riêng mình..." GameSpy liệt kê như là một sự chuyên nghiệp mà nó đã có "Rất nhiều niềm vui khí tài mới; một số bản đồ mới xuất sắc." GameSpot cho rằng "Những bổ sung của nó vô cùng thú vị để chơi với mọi người và trong một số trường hợp, đã thực sự thay đổi lối chơi của bản gốc theo những cách mới và hấp dẫn." IGN lưu ý rằng"...những loại vũ khí siêu mới được kết hợp một cách rực rỡ vào lối chơi của game."
Sự phê bình bao gồm cả tỷ lệ nội dung cho giá bán lẻ quá thấp. Trong phần đánh giá trò chơi của GameSpot đã tuyên bố, "Tuy nhiên, xét về mặt nó được bán với giá bao nhiêu để có thể cung cấp nhiều hơn nữa." GameSpy đã liệt kê những khuyết điểm như "Một số bản đồ thì thô thiển; cái giá $30 là quá nhiều cho nội dung hạn chế ở đây." Ngoài ra, một số nhà phê bình không thích tính chất huyền ảo của nhiều loại vũ khí và khí tài mới được giới thiệu trong bản mở rộng này. IGN tóm tắt phản ứng của nó trong việc đánh giá trò chơi: "Secret Weapons of WWII trong khi dựa trên các cuộc giao tranh và trang thiết bị lịch sử, thì lại nâng lên một bản được tăng cường tối ưu của phiên bản chính quy với nhiều loại vũ khí mới dựa trên khía cạnh công nghệ bị đào thải (hoặc chỉ nằm trên bản vẽ) vào gần cuối của cuộc chiến tranh thế giới thứ hai. Đối với một số người chơi cảm ứng thêm này của Hollywood có vẻ hơi ra khỏi vị trí tương đối với các phiên bản trước đây." Jolt UK cho ý kiến dọc theo các câu tương tự "...có cảm giác như hơi bị lệch hướng. Về bản mở rộng cuối cùng mà game có thể làm được."